# Shanghai Warriors
Gli Shanghai Warriors sono una squadra di football americano di Shanghai, in Cina; fondati nel 2011, hanno vinto il titolo nazionale nel 2015, nel 2017 e nel 2018.

## Dettaglio stagioni

### Tornei nazionali

#### Campionato

##### AFLC/CNFL
| Stagione | regular season | regular season | regular season | regular season | regular season | regular season | playoff | playoff | playoff | playoff | playoff | playoff          | playoff             |
|          | Vin            | Par            | Per            | Tot            | PF             | PS             | Vin     | Per     | Tot     | PF      | PS      | risultato        | avversaria          |
| -------- | -------------- | -------------- | -------------- | -------------- | -------------- | -------------- | ------- | ------- | ------- | ------- | ------- | ---------------- | ------------------- |
| 2013     | 3              | 0              | 0              | 3              | 130            | 28             | 1       | 1       | 2       | 38      | 36      | Finale           | Chongqing Dockers   |
| 2014     | 3              | 0              | 2              | 5              | 141            | 60             | -       | -       | -       | -       | -       | -                | -                   |
| 2015     | 3              | 0              | 1              | 4              | 154            | 68             | 3       | 0       | 3       | 121     | 83      | Campioni         | Shanghai Nighthawks |
| 2016     | 3              | 0              | 1              | 4              | 160            | 48             | 0       | 1       | 1       | 14      | 28      | Quarti di finale | Shanghai Nighthawks |
| 2017     | 3              | 0              | 1              | 4              | 199            | 29             | 3       | 0       | 3       | 98      | 31      | Campioni         | Shanghai Titans     |
| 2018     | 4              | 0              | 1              | 5              | 163            | 58             | 4       | 0       | 4       | 89      | 61      | Campioni         | Shanghai Titans     |
| 2019     | 3              | 0              | 1              | 4              | 122            | 21             | 2       | 1       | 3       | 116     | 110     | Semifinale       | Wuhan Berserkers    |
| Totale   | 22             | 0              | 7              | 29             | 1069           | 312            | 13      | 3       | 16      | 476     | 349     |                  |                     |

Fonti: Enciclopedia del Football - A cura di Roberto Mezzetti

##### Z League
| Stagione | regular season | regular season | regular season | regular season | regular season | regular season | playoff | playoff | playoff | playoff | playoff | playoff   | playoff    |
|          | Vin            | Par            | Per            | Tot            | PF             | PS             | Vin     | Per     | Tot     | PF      | PS      | risultato | avversaria |
| -------- | -------------- | -------------- | -------------- | -------------- | -------------- | -------------- | ------- | ------- | ------- | ------- | ------- | --------- | ---------- |
| 2020     | 2              | 0              | 4              | 6              | 46             | 205            | -       | -       | -       | -       | -       | -         | -          |
| Totale   | 2              | 0              | 4              | 6              | 46             | 205            | -       | -       | -       | -       | -       |           |            |

Fonti: Enciclopedia del Football - A cura di Roberto Mezzetti

### Riepilogo fasi finali disputate
| Anno             | Luogo | Evento | Fase del torneo  | Incontro                                | Risultato |
| 12 gennaio 2014  |       | AFLC   | Finale           | Shanghai Warriors - Chongqing Dockers   | 16 - 24   |
| 16 gennaio 2016  |       | AFLC   | Finale           | Shanghai Nighthawks - Shanghai Warriors | 30 - 37   |
| 26 novembre 2016 |       | AFLC   | Quarti di finale | Shanghai Warriors - Shanghai Nighthawks | 14 - 28   |
| 13 gennaio 2018  |       | AFLC   | Finale           | Shanghai Titans - Shanghai Warriors     | 20 - 30   |
| 12 gennaio 2019  |       | AFLC   | Finale           | Shanghai Titans - Shanghai Warriors     | 34 - 40   |
| 14 dicembre 2019 |       | CNFL   | Semifinale       | Wuhan Berserkers - Shanghai Warriors    | 86 - 40   |

## Palmarès
- 3 CNFL[1] (2015, 2017, 2018)